# Harcharan Singh

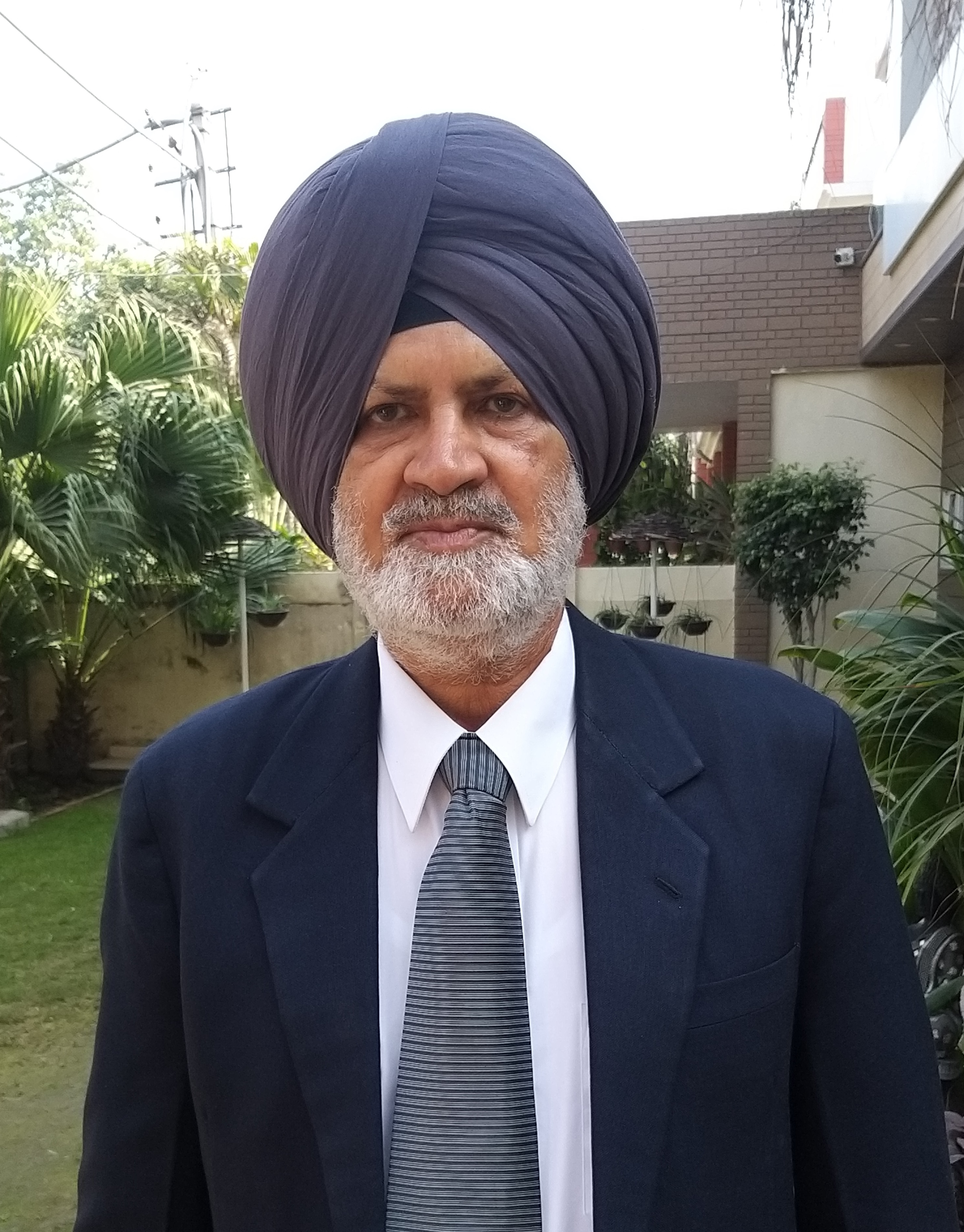
Harcharan Singh, 2022

Harcharan Singh Boparai (* 15. Januar 1950 in Marar, Gurdaspur, Punjab) ist ein ehemaliger indischer Hockeyspieler. Er gewann mit der indischen Hockeynationalmannschaft bei den Olympischen Spielen 1972 Bronze und war 1975 Weltmeister.

## Karriere
Der Linksaußen Harcharan Singh spielte von 1969 bis 1976 für die indische Nationalmannschaft. 1970 gewann er die Silbermedaille bei den Asienspielen in Bangkok, als die pakistanische Mannschaft das Finale gegen die indische Mannschaft gewann. 1971 fand in Barcelona die erste Weltmeisterschaft statt. Die indische Mannschaft verlor im Halbfinale gegen die Mannschaft Pakistans und gewann Bronze durch einen Sieg in der Verlängerung über die Kenianer. Bei den Olympischen Spielen in München gewannen die Inder ihre Vorrundengruppe, unterlagen aber im Halbfinale den Pakistanern mit 0:2. Im Spiel um Bronze bezwangen sie die niederländische Mannschaft mit 2:1. Bei der Weltmeisterschaft 1973 in Amstelveen belegten die Inder in der Vorrunde den zweiten Platz hinter der deutschen Mannschaft. Mit einem 1:0-Sieg über Pakistan im Halbfinale erreichte die indische Mannschaft das Finale, dort unterlagen sie den Niederländern im Shootout. Im Jahr darauf unterlagen die Inder im Finale der Asienspiele 1974 der Mannschaft Pakistans. Bei der Weltmeisterschaft 1975 in Kuala Lumpur gewannen die Inder ihre Vorrundengruppe und bezwangen im Halbfinale die Mannschaft Malaysias. Im Finale trafen Indien und Pakistan aufeinander. Die Inder siegten mit 2:1 und gewannen damit den bislang einzigen Weltmeistertitel für ihr Land. Im Jahr darauf bei den Olympischen Spielen in Montreal siegten die Niederländer in ihrer Vorrundengruppe, dahinter lagen die australische Mannschaft und die indische Mannschaft gleichauf. Daraufhin wurde ein Entscheidungsspiel ausgetragen, das die Australier im Penalty-Schießen gewannen. In den Platzierungsspielen belegten die Inder den siebten Platz. Die indische Mannschaft verpasste damit zum ersten Mal eine olympische Medaille, nachdem sie seit 1928 sieben Goldmedaillen, eine Silbermedaille und zwei Bronzemedaillen bei olympischen Hockeyturnieren erkämpft hatte.
Harcharan Singh war Angehöriger der Grenztruppen. Als er 2006 die Armee verließ, war er zum Brigadier aufgestiegen. 1977 wurde er mit dem Arjuna Award ausgezeichnet. 2019 erhielt er den Maharaja Ranjit Singh Award des Punjab.